# Landerholmaffären
Landerholmaffären är en affär som tog avstamp i att Henrik Landerholm, i rollen som nationell säkerhetsrådgivare, glömde kvar sekretessbelagda handlingar på en kursgård. Efter att fler oegentligheter rapporterats ledde det till att han avgick.
Henrik Landerholm var en nära barndomsvän till statsminister Ulf Kristersson som tilldelades en nyinrättad roll som nationell säkerhetsrådgivare, När det visade sig att han på en kursgård glömt kvar sekretessbelagda handlingar som hittades av en städerskagranskades han och media rapporterade att han bland annat handplockat kanslipersonal utan säkerhetsprövning, glömt kvar sin mobiltelefon på en utländsk ambassad samt skickat ett anteckningsblock obevakat i en taxi efter ha glömt kvar det i Radiohuset..
Dagens Nyheter rapporterade om om de kvarglömda handlingarna i december 2024, och Landerholm uppgav själv att omedelbart hade informerat Regeringskansliets säkerhetsavdelning om incidenten, men i en förundersökning utförd av Säpo framgick att Regeringskansliet presenterat en "oriktig redogörelse" och att de hemliga handlingarna legat var på Gällöfsta kursgård till dess kursgårdens anställda hittade dokumenten som på omvägar hört av sig till en medarbetare på Regeringskansliet för att meddela att Landerholm glömt "en mängd papper som jag tror han vill ha".

## Avgång
Kort efter DN:s publicering om händelsen på Gällöfsta kursgård postade Landerholm en egen beskrivning av förloppet på plattformen X Det visade sig att inläggen författats av statsministerns presschef Siri Steijer bakom ryggen på Regeringskansliets säkerhetsdirektör Fredrik Agemark. Det visade sig även att Regeringskansliet hade raderat bevismaterial som de hade ålagts att lämna ut till Säkerhetspolisen
I slutet av månaden meddelade Landerholm sin avgång. Under Dagens Nyheters granskning orsakade Landerholm ytterligare en säkerhetsincident genom att förlora sitt tjänstekort och passerkort..

## KU-anmälan och åtal
I januari anmälde Vänsterpartiet och Centerpartiet statsminister Ulf Kristersson till Konstitutionsutskottet.
Den 11 mars 2025 väcktes åtal mot Henrik Landerholm för vårdslöshet med hemlig uppgift. Två dagar senare meddelades att KU bordlade utredningen.